# Centre de recherches mathématiques
Pour les articles homonymes, voir CRM.
Le Centre de recherches mathématiques (CRM) de l'Université de Montréal est un centre de recherches en mathématiques fondé en 1969.

## Histoire
L’idée de créer le Centre de recherches mathématiques s’est imposée dès 1968. Il est actuellement dirigé par Octav Cornea et a pour objectif de servir de centre national pour la recherche fondamentale en sciences mathématiques et leurs applications. Le CRM compte 13 laboratoires, il regroupe environ 300 membres et plusieurs boursiers postdoctoraux. De plus, le CRM accueille chaque année quantité de chercheurs pour des séjours de moyenne et de longue durée et reçoit un très grand nombre de participants du monde entier dans le cadre de sa programmation thématique, industrielle et multidisciplinaire. On retrouve partout dans le monde de nombreux chercheurs ayant eu l’occasion de parfaire leur formation en recherche au CRM. Le CRM, en collaboration avec l’Institut des sciences mathématiques (ISM), coordonne des cours de cycles supérieurs et joue un rôle prépondérant dans la formation de jeunes chercheurs. Le Centre est un lieu privilégié de rencontres où tous les membres bénéficient de nombreux échanges et collaborations scientifiques.

## Prix
- Le prix CRM-Fields-PIMS est remis annuellement par le Centre de recherches mathématiques, l'Institut Fields et le Pacific Institute for the Mathematical Sciences pour souligner des réalisations exceptionnelles en sciences mathématiques. Il est un des prix les plus prestigieux en mathématiques au Canada.
- Prix André-Aisenstadt
- Prix ACP-CRM
- Prix CRM-SSC en statistique

### Sources
1. ↑  Véronique Hussin, « Le Bulletin du CRM », sur crm.umontreal.ca, hiver 2020 (consulté le 5 juin 2020).

- Fonds de recherche Nature et Technologies, « Présentation du CRM », Juillet 2011 (version du 3 mai 2014 sur Internet Archive)